# Charles K. Gerrard
Pour les articles homonymes, voir Gerrard.
Charles K. Gerrard est un acteur irlandais du cinéma américain né le 20 décembre 1883 à Carlow (Irlande), et mort le 1er janvier 1969 à New York (États-Unis).

## Filmographie partielle
- 1916 : Anice, fille de ferme (The Plow Girl) de Robert Z. Leonard
- 1919 : Les Dents du tigre (The Teeth of the Tiger) de Chester Withey
- 1920 : Why Women Sin de Burton L. King
- 1920 : Les Oiseaux noirs (Blackbirds) de John Francis Dillon
- 1921 : Les Périls de l'ignorance (Sheltered Daughters) de Edward Dillon
- 1922 : L'Émigrée (Anna Ascends) de Victor Fleming
- 1922 : The Darling of the Rich de John G. Adolfi
- 1922 : Sur les marches d'un trône (When Knighthood Was in Flower) de Robert G. Vignola
- 1923 : Un nuage passa (The Glimpses of the Moon) de Allan Dwan
- 1923 : The Dangerous Maid de Victor Heerman
- 1925 : La Bonne du colonel (The Man on the Box) de Charles Reisner
- 1925 : Faut qu'ça gaze (California Straight Ahead) de Harry A. Pollard
- 1926 : The Better 'Ole de Charles Reisner
- 1926 : Les Amis de nos maris (For Wives Only) de Victor Heerman
- 1929 : The Lone Wolf's Daughter de Albert S. Rogell
- 1930 : Hommes sans femmes (Men Without Women) de John Ford
- 1930 : La Fin du voyage (Journey's End) de James Whale
- 1930 : Drôles de locataires (Another Fine Mess) de James Parrott
- 1931 : Dracula de Tod Browning
- 1932 : The Menace de Roy William Neill
- 1933 : If I Were Free de Elliott Nugent